# 青岸寺
青岸寺（せいがんじ）は、滋賀県米原市の太尾山西麓にある曹洞宗の仏教寺院である。 山号は吸湖山、近江湖北二十七名刹第27番札所、近江七福神（福禄寿）。境内にある築山林泉式枯山水庭園「青岸寺庭園」で知られる。

## 概要
創建は室町時代初期で、開基は佐々木道誉である。本尊は佐々木六角氏頼が造立した「お腹籠観音」の名で知られる聖観音立像を胎内仏とする秘仏聖観音坐像。本堂裏の 築山林泉式枯山水庭園日本庭園は国の名勝に指定されている。

## 歴史
室町時代の延文年間（1356年-1381年）、近江守護の佐々木道誉が不動山の山号と米泉寺の寺号で開創した。
その後、戦国時代に焼失したが、慶安3年（1650年）、彦根藩主井伊直澄の命により彦根大雲寺の要津守三が入山し、敦賀の伊藤五郎助の寄進により再興された。明暦2年（1656年）伊藤五郎助が卒したことを悼み、彼の諡（おくりな）である青岸宗天に因んで寺号を青岸寺、山号を吸湖山に改めた。寺は曹洞宗に改宗し、大雲寺の末寺となった。再興時に作られた庭園は彦根の玄宮園・楽々園築庭のために庭石が持ち出され、荒廃していたが、後に彦根藩士の香取氏により延宝6年（1678年）に再築された。

## 文化財
- 青岸寺庭園 - 国の名勝（1934年指定）、延宝6年（1678年）再築、
- 木造聖観音菩薩坐像 - 滋賀県指定文化財、当寺本尊。室町時代永和2年（1376年）作
- 木造十一面観音菩薩立像 - 米原市指定文化財、鎌倉時代中期作
- 梅渓の襖絵

## 青岸寺庭園

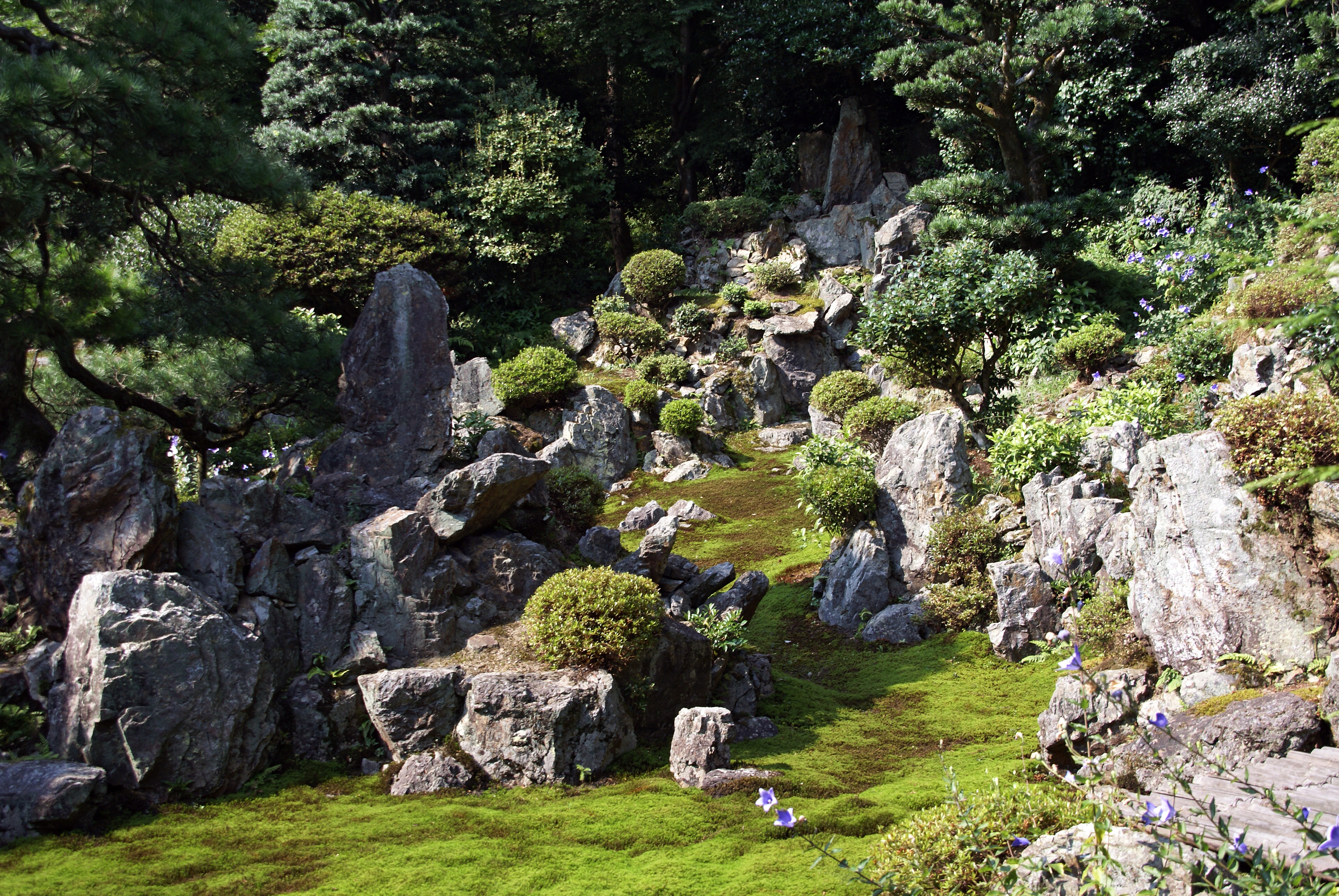
左手前に亀島（蓬莱島）、奥に三尊石、不動智尊、枯滝石組、右手前に護岸石組。緑の杉苔は流水を表す。

江戸時代前期の枯山水庭園。三世住持の興欣により書かれた『築園記』によると、延宝6年（1678年）、興欣の依頼で、玄宮園・楽々園築造に関わった井伊家家臣の香取氏が作庭したとされる。座視式を基本とする庭園であるが、面積2,717平方メートルと広大であるため回遊式も兼ねる。平成30年（2018年）から庭園を眺められるカフェを住職自らが経営している。

### 特徴
背景となる太尾山山腹の斜面地に無数の石を用いた石組み群によって山を築き、巨石で組まれた力強い蓬莱島を前景の焦点としている。枯池泉における水の流れは、一般的な白砂や土ではなく、杉苔を用いることに拠って柔らかく表現している。多量に用いられた石の白との色の対比を計算したものとされる。
近代に建てられた書院「六湛庵」は庭園の風景に溶け込んでいる。

## 所在地・交通アクセス
- 所在地 - 滋賀県米原市米原669
- 東海道新幹線・東海道本線・北陸本線・近江鉄道各線 米原駅 徒歩5分

## 周辺情報
- 旧米原尋常高等小学校
- 米原宿